# Franco Ciani
Franco Ciani (nacido el 24 de marzo de 1961 en Udine, Italia) es un entrenador italiano de baloncesto. Actualmente dirige al Basket Torino de la Serie A2, la segunda categoría del baloncesto italiano.

## Trayectoria como entrenador
Franco Ciani comenzó su carrera como entrenador en la temporada 1987-88 dirigiendo al Cividale del Friuli a la Serie C, permaneciendo allí dos temporadas. 
En la temporada 1990-91, aceptó la propuesta de Avellino, en el campeonato de B1, como segundo entrenador, el mismo papel que desempeñará también el año siguiente en el Virtus Padova, todavía en B1. 
En la temporada 1992-93, firmó como primer entrenador del Fidenza y más tarde, sería asistente de Eugenio Dalmasson tanto en Florencia como en Vicenza, donde permaneció durante dos años.
En la temporada 1996-97, firmó con Gorizia de la Serie A2 para ser segundo entrenador, consiguiendo un ascenso a la Lega Basket Serie A al final de la segunda temporada. 
En la temporada 1998-99, Ciani comenzó la temporada como asistente pero luego fue ascendido a primer entrenador del Gorizia en febrero de 1999. Al término de la temporada, sus derechos deportivos serían vendidos a Scavolini Pesaro.
En la temporada 1999-20, firma por el Pallacanestro Cantù de la Lega Basket Serie A, con el que conquistó un 15º lugar logrando salvar la categoría. Ciani arrancó la siguiente temporada pero en diciembre de 2000, fue despedido tras sólo una victoria en los primeros once partidos, siendo sustituido por Stefano Sacripanti.
En verano de 2001, firma por el Crabs Rimini de la Serie A2, al que dirigió hasta enero de 2002.
En la temporada 2002-03, Ciani firmó por el Dinamo Sassari de la Serie B1 con el que acabaría tercero en la clasificación al final de la temporada regular y logrando el ascenso a Serie A2. 
Comenzó la temporada 2003-04 con Dinamo Sassari en Serie A2, pero fue despedido en marzo de 2004.
En verano de 2004, firmó contrato con el Junior Casale Monferrato de la Serie B1, con el que volvió a lograr el ascenso a la Serie A2, la primera en su historia del conjunto del club piamontés.
En la temporada 2006-07, firma por el Basket Livorno de la Lega Basket Serie A. Ciani no acabaría la temporada, siendo sustituido por Sandro Dell'Agnello, certificando su descenso a Serie A2, quedando a ocho puntos del penúltimo de la clasificación.
En la temporada 2007-08, firma por el Robur Osimo de la Serie A2, donde trabaja dos temporadas, acabando ambas temporadas en cuarta posición y cayendo en los play-offs. 
En octubre de 2009, firma con el Basket Massafra.
En la temporada 2010-11, firma por el Cestistica San Severo de la Serie A2, pero el 9 de noviembre de 2010 fue destituido.
En la temporada 2011-12, fue contratado por el Fortitudo Agrigento de la Serie B1. En el conjunto de Agrigente permanecería durante 8 temporadas, en concreto hasta junio de 2019, logrando el ascenso en 2014 a la Serie A2. 
El 17 de junio de 2019, firma por el Poderosa Montegranaro de la Serie A2, al que dirige hasta diciembre de 2019.
En junio de 2020, fue contratado por el Pallacanestro Trieste como entrenador asistente. En junio de 2021, tomó el relevo de Eugenio Dalmasson, convirtiéndose en primer entrenador del equipo. 
El 4 de junio de 2022, se hizo oficial su contratación como nuevo entrenador del Basket Torino de la Serie A2, por dos temporadas.

## Clubs como entrenador
- 1987-1990: Cividale del Friuli
- 1990-1991: Basket Avellino
- 1991-1992: Basket Virtus Padova
- 1992-1993: Basket Fidenza
- 1993-1994: Basket Firenze (Asistente)
- 1994-1996: Basket Vicenza (Asistente)
- 1996-1999: Nuova Pallacanestro Gorizia
- 1999-2000: Pallacanestro Cantù
- 2000-2001: Bears Mestre
- 2001-2002: Rimini Crabs
- 2002-2004: Dinamo Sassari
- 2004-2005: A.S. Junior Pallacanestro Casale
- 2006-2007: Basket Livorno
- 2007-2009: Robur Osimo
- 2009-2010: Basket Massafra
- 2010: Cestistica San Severo
- 2011–2019: Fortitudo Agrigento
- 2019: Poderosa Montegranaro
- 2020–2021: Pallacanestro Trieste (Asistente)
- 2021–2022: Pallacanestro Trieste
- 2022-Actualidad: Basket Torino